# Robert Kocharián
Robert Sedraki Kocharián (en armenio: Ռոբերտ Սեդրակի Քոչարյան, pronunciado como [ɾɔbɛɾt kʰɔtʃʰɑɾjɑn]; nacido el 31 de agosto de 1954) es un político de Armenia, presidente de la República entre 1998 y 2008. Previamente había sido Presidente del estado de facto Nagorno-Karabaj desde 1994 a 1997 y primer ministro de Armenia desde 1997 a 1998. 
En julio de 2018, Kocharián fue arrestado acusado de haber trasgredido el orden constitucional y de apropiación ilegítima del poder durante la dispersión de manifestantes en marzo de 2008. En aquella ocasión murieron al menos ocho partidarios de Levon Ter-Petrosián, primer presidente del país y candidato en los comicios realizados el mes anterior.

## Biografía

### Primeros años y educación
Robert Kocharián nació en 1954, en la región de Nagorno-Karabaj, que por entonces estaba bajo el dominio de la RSS de Azerbaiyán. Recibió su educación secundaria en Stepanakert, la capital de aquella región, y realizó su servicio militar en el Ejército soviético entre los años 1972 y 1974. Posteriormente viajó a la RSS de Armenia, en donde ingresó a estudiar ingeniería eléctrica en el Instituto Politécnico de Ereván, donde se tituló en 1982.

## Trayectoria política

### Era soviética
Desde 1980, Kocharián fue miembro del Komsomol y militante de la rama local del Partido Comunista de la Unión Soviética. En 1988, tras violentos conflictos étnicos hacia la población armenia en Nagorno-Karabaj, Kocharián fue uno de los partidarios de que la región fuese anexada por Armenia. Para remediar la situación, el Sóviet Supremo de la URSS decretó la administración directa de la región, pero aun así, continuaron los casos de hostigamiento y expulsiones de las comunidades armenias en ciudades y regiones azeríes, haciendo que Kocharián aumentara su condena hacia estos actos de violencia.
En febrero de 1989, Kocharián fue elegido diputado del Sóviet Supremo, representando la región de Nagorno-Karabaj, y también fue parte del Presidium. También llegó a ser miembro del Comité Karabaj, organización de corte nacionalista, que si bien en primera instancia buscaba reunificar la región de Nagorno-Karabaj, también fue uno de los primeros grupos opositores al Partido Comunista de Armenia. En octubre de 1989, el Comité Karabaj pasa a ser el Movimiento Nacional Panarmenio (HHSh), el cual obtiene una victoria aplastante en las elecciones pluralistas del Sóviet Supremo, realizadas el 20 de mayo de 1990, en la que su líder, Levon Ter-Petrosián, lanza un programa nacionalista, que exige la independencia de Armenia de la URSS, y el cese a las hostilidades en Nagorno-Karabaj.

### Primer ministro y presidente

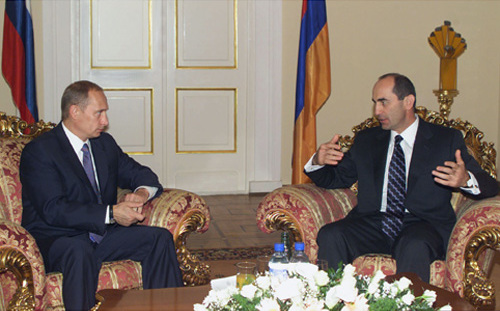
Robert Sedraki Kocharián junto a Vladímir Putin el 14 de septiembre de 2001.

En marzo de 1997 fue nombrado primer ministro de la República de Armenia. En abril de 1998 fue elegido, como el segundo Presidente de la República de Armenia, sucediendo a Levon Ter-Petrosián, quien gobernó desde la independencia de la URSS en 1991.
Un año después de asumir como presidente se presentó el Tiroteo en la Asamblea Nacional de Armenia de 1999, una intentona golpista que causó la muerte del primer ministro, Vazguen Sakissian, del presidente del Parlamento, Karen Demirchian, de dos vicepresidentes del Legislativo y de un ministro, en echos perpetradados por cuatro terroristas en la Cámara de Diputados. Kocharian encabezó las negociaciones con los asaltantes en el interior del Parlamento, donde permanecían aún 50 rehenes. Finalmente, los secuestradores liberaron a los rehenes y se entregaron, poniendo fin un drama de más de 18 horas.
Durante la mayor parte de su mandato presidencial, entre 2001 y 2007, la economía armenia creció a un ritmo medio del 12% anual, principalmente debido al boom de la construcción. Durante su presidencia fue testigo de dos de los más sangrientos eventos en la historia de la Armenia independiente: el asalto al parlamento armenio y el asesinato de 10 personas durante las protestas que tuvieron lugar en el proceso electoral de 2008.
Por otra parte, en febrero de 2007 Kocharian afirmó no se oponía a la adhesión de Turquía a la Unión Europea.

## Procesos en su contra
Entre el 1 y 2 de marzo de 2008, diez personas murieron y aproximadamente 200 resultaron heridas en los enfrentamientos entre la fuerza pública y los manifestantes opositores que protestaban por los resultados oficiales de las elecciones presidenciales del 19 de febrero, en las que Serzh Sargsián se había impuesto frente a Levon Ter-Petrosián.
En julio de 2018, Korcharián fue citado a declarar como testigo de los acontecimientos durante la dispersión de manifestantes en marzo de 2008, pero en el curso del interrogatorio pasó a ser acusado y el juez dictó prisión preventiva de dos meses contra el expresidente. Korcharián introdujo el estado de excepción que puso fin a las protestas la noche del 1 de marzo de ese año.
A mediados de 2019, el exmandatario ya había sido detenido y liberado en dos ocasiones.
La Fiscalía acusa además a Kocharián de haber aceptado un soborno de US$3 millones para facilitar la venta del 100 % de las acciones de una empresa poseedora de licencias de extracción a una compañía extranjera.